# Tetrapteron palmeri
Tetrapteron palmeri är en dunörtsväxtart som först beskrevs av Sereno Watson, och fick sitt nu gällande namn av Warren Lambert Wagner och Hoch. Tetrapteron palmeri ingår i släktet Tetrapteron och familjen dunörtsväxter. Inga underarter finns listade i Catalogue of Life.